# Kryterium Dirichleta zbieżności jednostajnej szeregów funkcyjnych
Kryterium Dirichleta – warunek wystarczający zbieżności jednostajnej szeregu funkcyjnego postaci
{\displaystyle \sum _{n=1}^{\infty }f_{n}(x)g_{n}(x).}
Nazwa pochodzi od nazwiska Petera Gustawa Dirichleta.

## Kryterium
Niech {\displaystyle (f_{n})_{n=1}^{\infty }} i {\displaystyle (g_{n})_{n=1}^{\infty }} będą takimi ciągami funkcji skalarnych określonych na wspólnej dziedzinie {\displaystyle A,} że
- istnieje taka liczba dodatnia {\displaystyle M} że dla wszystkich liczb naturalnych {\displaystyle n} oraz wszystkich elementów {\displaystyle x} należących do {\displaystyle A{:}}

{\displaystyle \left|\sum _{i=1}^{n}f_{i}(x)\right|\leqslant M,}
- dla każdego {\displaystyle x} ze zbioru {\displaystyle A} ciąg {\displaystyle (g_{n}(x))_{n=1}^{\infty }} jest monotoniczny oraz zbieżny jednostajnie do {\displaystyle 0.}

Wówczas szereg funkcyjny
{\displaystyle \sum _{n=1}^{\infty }f_{n}(x)g_{n}(x)}
jest zbieżny jednostajnie w zbiorze {\displaystyle A.}
Istnieje wersja powyższego kryterium dla całek niewłaściwych, mianowicie kryterium Dirichleta zbieżności całek niewłaściwych.
W przypadku, gdy {\displaystyle (g_{n})} jest monotonicznym ciągiem liczbowym zbieżnym do {\displaystyle 0,} kryterium Dirichleta można uogólnić na szeregi w przestrzeniach Banacha. Szczególnym przypadkiem powyższego kryterium jest kryterium Dirichleta dla szeregów liczbowym (tj. przypadek, gdy {\displaystyle A} jest zbiorem jednoelementowym).

## Kryterium Dirichleta o zbieżności szeregów liczbowych
Jeżeli ciąg sum częściowych
{\displaystyle \left(\sum _{k=1}^{n}a_{k}\right)_{n=1}^{\infty }}
szeregu liczbowego
{\displaystyle \sum _{n=1}^{\infty }a_{n}}
jest ograniczony, a {\displaystyle (b_{n})_{n=1}^{\infty }} jest ciągiem liczb rzeczywistych, który jest monotoniczny i zbieżny do {\displaystyle 0,} to szereg
{\displaystyle \sum _{n=1}^{\infty }a_{n}b_{n}}
jest zbieżny.